# マサチューセッツ工科大学

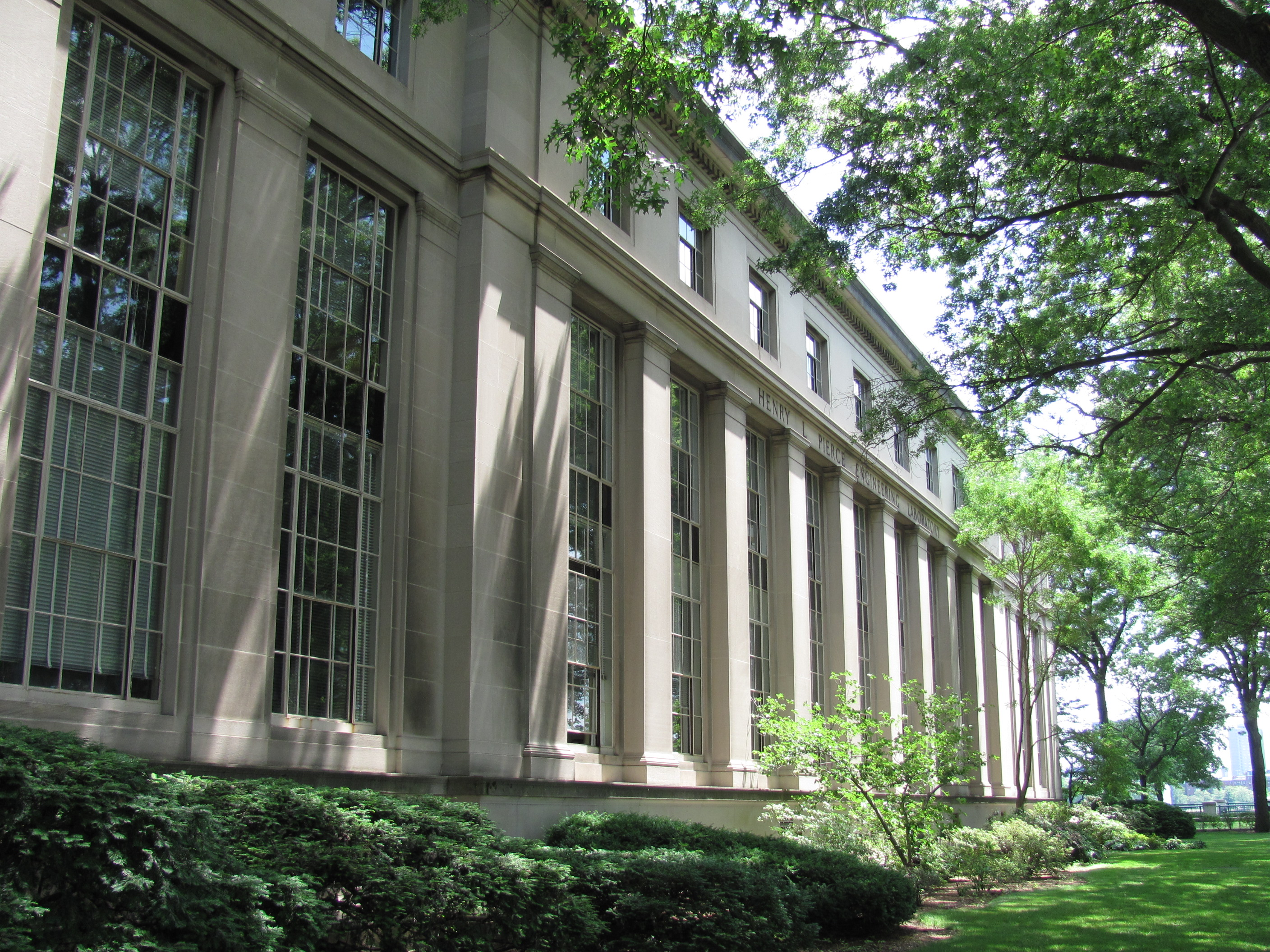
MIT工学部(SoE: School of Engineering)

マサチューセッツ工科大学（マサチューセッツこうかだいがく、英語: Massachusetts Institute of Technology、MIT）は、アメリカ合衆国マサチューセッツ州ケンブリッジに本部を置く私立工科大学。
1865年に設置されたアメリカを代表する名門校のひとつで、コンピューターサイエンスや半導体開発、IT技術、電子工学など先端技術分野で画期的な研究が数多く行われた。歴代のノーベル賞受賞者は104人と、工科大学としては世界最多。MITメディアラボなど51の研究機関を擁する。
最も古く権威ある世界大学評価機関の英国Quacquarelli Symonds (QS) による世界大学ランキングでは、2013年版以来2026年版まで、ハーバード大学やケンブリッジ大学等を抑えて14年連続で世界第一位という記録的な偉業を達成している。その他の各種ランキングでも長年にわたって最上位グループに位置しており、学部の合格率 4.8% は全米最難関に属する。
大学院の多くは工学・都市計画などで高い評価を受けるが、MITスローン経営大学院（MITスローン）もUSニューズ誌のビジネススクールランキングで国内第5位となるなど、定評がある。
アメリカの大学の財政規模を示す大学基金（endowment）の額は、2024年時点で235億ドル（約3兆6000億円）と、これも全米トップレベルにある。
保有資産が3000万ドル（約46億円）を超す超富裕層となった卒業生の数は、2022年時点で4000人超と国内の大学で第7位。
同じケンブリッジ市内で隣接するハーバード大学とは単位互換制度を設けるなど提携関係にあり、共同研究や共同コース開設なども盛んに行われている。

## 歴史
MITは自然哲学者ウィリアム・バートン・ロジャース（ウィリアム・アンド・メアリー大学卒業）によってボストンの地にボストン技術学校の名で設立され、1865年にマサチューセッツ工科大学に改称し開学した。
創立当初は一部の学生を除き、多くのMITの学生は一人前の大人（社会人）で、建設業者や熟練工、工事監督、熟練機械工、見習い工、熟練エンジニアなど既に一定の技能を身につけた人々だった。このため、明確な目的意識があり、必要と思われる講座のみを選択し受講しに来る者が多く、キャンパスライフは存在しなかった。MITには学生寮もなく、礼拝堂もなく、1867年まで食堂すら存在せず、学生はただ講義を聞くためだけに学校に来た。最初のうちは学生は男子のみだったが、1870年代になって初めて女子の入学を受け入れはじめた。
MITはランドグラント大学でもある。他の科学的および古典的研究を排除し、軍事戦術を含むことなく、農業および機械工芸に関連する学問の分野を、州の立法府がそれぞれ規定するような方法で教え、生活におけるいくつかの追求と職業における産業階級の自由で実践的な教育を促進することを目的として設立された。1865年から1900年の間に約19万4千ドル(これは2008年時点の生活水準でいうところの380万ドルに相当)のグラントを得、また同時期にマサチューセッツ州から更なる約36万ドル（2008年時点の生活水準で換算して700万ドルに相当）の資金を獲得している。
ヨーロッパでは歴史的に技術系の職業が低く見られ、近代半ばまで大学での「工学系学部」の位置づけも明確でなく、工学部設置も日本に先を越された。この状況はアメリカでも強く、理工系専門の教育機関として創設されたMITも人々から偏見の目で見られた。
20世紀初頭にボストンでは開発ブームが起こり、不動産の高騰などによってMITは、これまでいたコプリー・スクェアの地を立ち退かなければならない事態となった。皮肉なことに、この開発ブームに拍車をかけたのは1865年以来、MITが送り出してきた数千人に及ぶ卒業生たちであった。MITは研究室ごとに高騰したボストン各地の不動産市場に散りぢりとなり、大学移転のために次の候補地を探したが、調達資金などの面から難航した。
1909年、資金調達能力を有するリチャード・マクローリンがMITの新学長に就任したことによって事態は収拾に向かい、MITの新キャンパスの候補地としてケンブリッジとボストンの境界を流れるチャールズ川の埋立地（ケンブリッジ側）が検討されるようになった。
だが、移転に際していくつか問題があった。第一に土壌が埋め立てたばかりで軟弱であったこと、第二にケンブリッジを縄張りとしていたハーバードとの政治的・歴史的問題である。特にハーバードとの問題は深刻で、MITのほとんどの卒業生が、このとき文科系人種をはじめとするボストンの人々からいわれのない偏見を受け、罵声を絶え間なく浴びせられたという。この状況について関係者は「肘で誰かを押しのけて食事をするようなものだ」と語っている。
さらにMITがケンブリッジにキャンパスを移転してからは、ハーバードとの対抗は激しくなり、人々の中にはMITを「職業訓練学校」と侮辱する者もいた。例えばボストンのある名士が、ハーバードで教えるかわりにMITへの奉職を考慮していた甥に対し、次のような手紙を書いている。
「この国では、常に金と鉄道と発明の嵐が吹き荒れてる。公立学校だの、高校だの、職業専門学校（MITのこと）だのと言ったものは、どんな学校にも作れるが、ケンブリッジ（ハーバードのこと）のようなところだけが、学問にふさわしい雰囲気と歴史と思っている。大学とは、そうでなければならないのだ。大いなるハーモニーを学べるところでなくては」。

## 軍事・経済的な貢献

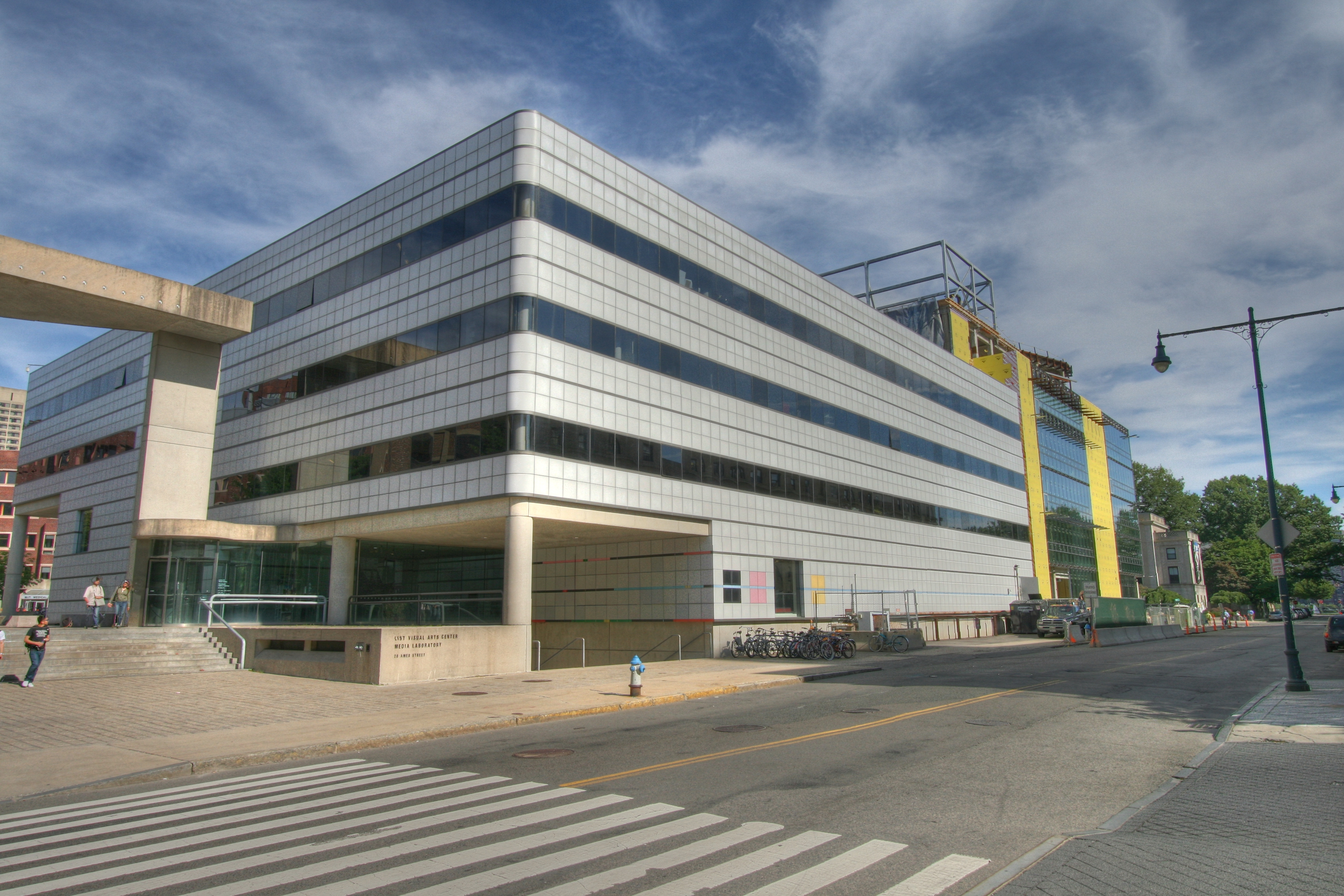
MITメディアラボ(MIT Media Lab)

1940年、MITは軍事技術の研究開発にかかわるようになった。当時、アメリカ軍はイギリス海軍が開発したレーダーに関心を持っており、研究プロジェクトを行う上で、設備やその運営実績があったMITに注目した。その一年後、太平洋戦争がはじまるとMITのキャンパス北端に「放射線研究所」（Radiation Lab・ラドラブ）と称する軍事研究所が設置され、MITはカリフォルニア工科大学などとともに戦争の一翼を担った。さらにMITは新兵器開発のために必要な資金や物資をアメリカ政府から得ることに成功するとともに、MITの学生の徴兵猶予の権利を勝ちとった。この経験はマサチューセッツ工科大学の名を世界で高めるきっかけとなった。
「彼らは2万5800もの会社を設立し、300万人の雇用を生み出していた」ことが分かったという。これには、シリコンバレーの雇用の約4分の1を含む。「もしMITが国家だとすると、世界で11番目のGDPを有することになる」
2014年までの間、MITが公式発表したノーベル賞受賞者は81名であり、この数はハーバード大学の公式発表受賞者48名を上回っている。
ハーバード大学が、英国のオックスフォードやケンブリッジをモデルに上流階級用の古典教育にこだわり、ラテン語やギリシャ語に力を入れていたのに対し、MITは、研究と実践的な実験による学習というドイツ的なシステムを採用した。
「知識は重要だが、有用でなければならない」という考え方がMITの伝統で、米国の主要大学としては非常に規模が小さく学生数は約1万人、教員数は約1000人に過ぎない。日本の東大や早慶に比べても小さく、東京科学大学(旧東工大)と同じ規模である。スタッフの約40％が米国以外の生まれで、すぐに役には立ちそうにないことでも取り組むことが許される、財政的・精神的余裕を持っている。

## MITの大学基金
MITは教育・研究機関として潤沢な資金を保有し、それを積極的に資産運用している。2017年現在のMITの運用資産額は148億ドル（約1兆6000億円）に達している。また、MITの投資運用会社は寄付金と退職金、運転資金（合計233億ドル）を管理・運用し、2016年7月から2017年6月末までの１年間でMITの基金の運用資産額は12.1％増加した。ブルームバーグの集計データによると、MITの寄付基金（Endowment Funds）の規模はアメリカの高等教育機関の中で６位となっている。

## 大学組織

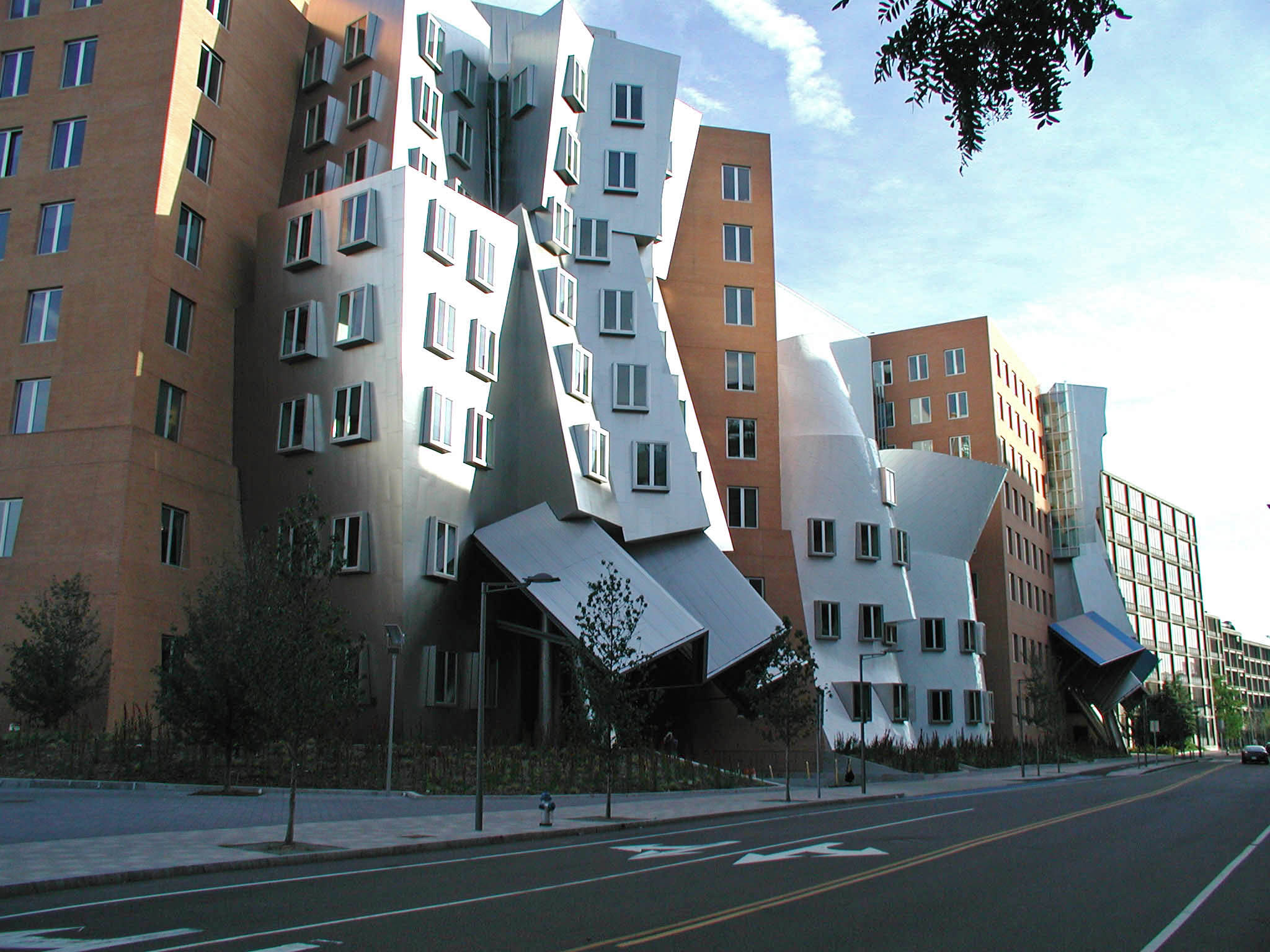
MITコンピュータ科学・人工知能研究所(CSAIL: Computer Science and Artificial Intelligence Laboratory)

MITには、5つのスクール (School) と1つのカレッジ (College)がある。スクールとカレッジには、34の学部 (Department)、学科 (Division)、大学院・研究科・専攻 (Degree-granting program) などがおかれている。さらには、教育研究プログラムとしてWHOIとのジョイントプログラムも実施している。
- 学部: 経営学部、工学部、人文・社会科学部、理学部、建築・計画学部
- 研究科: 医科大学院、経営大学院、工科大学院、人文社会科学大学院、自然科学大学院、建築・計画大学院

### スクールおよびカレッジ
- School of Architecture and Planning（建築および都市計画・地域計画）
- School of Engineering（工学）
- School of Humanities, Arts, and Social Sciences（人文科学・社会科学）
- Sloan School of Management（MITスローン経営大学院、通称MIT SloanもしくはSloan、経営・ビジネススクール）
- School of Science（理学）
- Whitaker College of Health Sciences and Technology（健康科学・健康技術）

### 研究機関
51の研究機関がある。ここでは、メディアなどで著名な研究機関を掲げる。
- リンカーン研究所
- ホワイトヘッド研究所
- MITメディアラボ
- MITコンピュータ科学・人工知能研究所

### その他
各企業からの派遣研究員受け入れや受託研究を行う、寄附講座や記念講座が設置されている。

## 教育

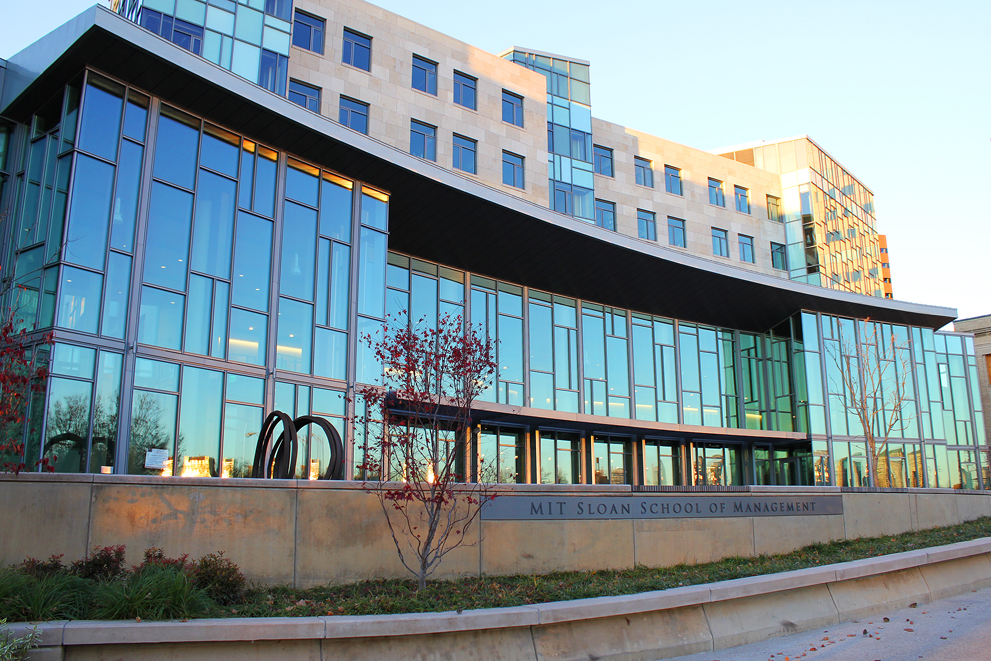
MITスローン経営大学院(MIT Sloan)

- MITでは大学側は学生に多くの課題を要求する[22]。例えば数学科の学生なら学期の初めから4つの課題演習セットと20分間のプレゼンをこなし、次週までにカール・バーンスタインのAll the President's Menを読んでくるなどである[22]。

- 2008年にノーベル経済学賞を受賞したポール・クルーグマンはニューヨーク・タイムズのコラムニストでもあり、経済学を平易な言葉で説明するというアプローチを用いている[23]。

「事の本質に注目し、要素還元し、難解さを避け明解な解説をこころがける」・・・それがMITで学んだスタイルだとクルーグマンは述べる。
- MITでは、卒業に必要な単位のおよそ4分の1が、人文学・芸術・社会科学部の科目になっている[24]。
- MITでは、音楽科目が学生の間で人気があり、毎年、全学部生約4000人のうち約1500人が音楽科目を履修している[25]。さらに、音楽を主専攻の一つとして学ぶことも可能である。

## 「ハック」
MITには伝統的に「ハック」（詳細はハッカーを参照）と呼ばれるゲリラ活動的なイタズラ （MITにおけるハック）が存在する。単なるイタズラというよりも、日頃研究したさまざまな技術を駆使することから、時に超常現象かと見紛うばかりのものまであるとされる。
近くのハーバード橋の長さを測るために仲間の身長からスムートという新単位を作り、橋に印を書いたり（1958年）、学び舎のシンボルであるグレートドーム（冒頭写真）頂上にパトロールカーが設置されたり（1994年）、巨大なR2-D2に改装されたり（1999年）、『ゼルダの伝説シリーズ』のトライフォースが設置されたり（2006年）といったスケールの大きいものから、校内の碑文をこっそり自分たちのメッセージにすり替えたり（1994年）、学長室の入り口を何ヶ月も前から掲示板があったかのようにしてしまったり（1990年）といったものまで報告されている。
これらのイタズラはあくまでも洒落の範疇に収めることが重要とされており、物や施設を汚損したり、誰かを傷つけたりするようなことは行われないとされる。1999年のR2-D2“ハック”では、同校の安全対策室に、取り付けられたパネルなどの片付け方を記したメモが届けられている。

## 著名な教員
以下、人名はすべて苗字の五十音順に並ぶ。
- ティリー・オルセン - 作家、クリエイティブ・ライティング、女性学。
- イアン・コンドリー - 文化人類学者。日本のヒップホップやアニメの研究。
- ポール・サミュエルソン - 経済学者
- ロバート・ソロー - 経済学者、ノーベル経済学賞受賞
- リチャード・シュロック - 化学科教授、2005年ノーベル化学賞受賞
- イサドール・シンガー - アーベル賞
- ジョン・ダワー - 歴史学者、1990年『敗北を抱きしめて―第二次大戦後の日本人 』でピュリツァー賞受賞
- ノーム・チョムスキー - 哲学者、言語学者、認知科学者、アメリカのメディアと外交政策の批評家としても知られる
- サミュエル・ティン - 物理学者、ノーベル物理学賞
- アイセ・ヨハン・デ・ヨング - コール賞
- アマー・G・ボーズ - 名誉教授。BOSE社の創設者。
- ジョージ・M・ホワイトサイズ － 材料科学者、ナノ・マイクロマシン&加工、自己組織化の世界的権威
- ジョン・マッカーシー － コンピュータ科学者、 人工知能の提唱者
- マービン・ミンスキー － コンピュータ科学者、認知科学者
- ロバート・ランガー  - 生体工学者
- ジョージ・ルスティック - コール賞
- ジェローム・レトビン - 神経生理学者

### 日本人
- 石井裕 - タンジブル・ビット考案者、メディアアーツ&サイエンス
- 伊藤穰一 - 元MITメディアラボ所長、ベンチャーキャピタリスト、実業家
- 神田駿 - 建築家・都市計画家
- 利根川進 - 免疫研究、脳科学研究、ノーベル生理学・医学賞
- 増渕興一 - 機械工学科名誉教授
- 宮川繁 - 言語学者

## 出身者

### あ行
- コフィー・アナン - 二代前の国際連合事務総長、ノーベル平和賞
- ジェームズ・ウッズ - 俳優（中退）
- ピエルマリア・オッドーネ - 物理学者
- ロバート・オーマン - 経済学者
- バズ・オルドリン - アポロ11号に搭乗した宇宙飛行士

### か行
- レイ・カーツワイル - 光学文字認識の第一人者
- ケビン・カラン - ゲームクリエイター。「ミサイルコマンド」「パックマン」の改良版を製作。
- ジョン・W・キャンベル - SF編集者、SF作家
- デービッド・ダナ・クラーク - コンピューター学者
- フェルナンド・J・コルバト - 情報工学者
- ゲイリー・クライン - 自転車車体設計・製造
- ブリュースター・ケール - インターネット起業家
- マレー・ゲルマン - 物理学者、ノーベル物理学賞受賞

### さ行
- アイバン・サザランド - コンピュータ科学者
- ローレンス・サマーズ - 政治家・経済学者
- ルイス・サリヴァン - 建築家
- トム・ショルツ - ロック・バンドボストンのリーダー
- ジョージ・シュルツ - 政治家
- ウィリアム・ショックレー - 物理学者
- リチャード・ストールマン - ハッカー。フリーソフトウェア財団設立者
- ジョージ・スムート - 物理学者
- 銭学森 - 航空力学研究者。中国宇宙開発の父

### た行
- アンドリュー・タネンバウム - コンピュータ科学者
- アフマド・チャラビ - イラクの政治家
- ホイットフィールド・ディフィー - 暗号学者
- ゲイリー・タナカ - 馬主
- ダニエル・M・タニ - 宇宙飛行士
- ジミー・ドーリットル - 軍人
- キム・エリック・ドレクスラー - ナノテクノロジーエンジニア

### な行
- ニコラス・ネグロポンテ - MITメディアラボの創設者
- ベンヤミン・ネタニヤフ - イスラエルの政治家

### は行
- ベン・バーナンキ - 経済学者（第14代FRB議長）
- ヨウヘイ：フローレス
- アラン・パリス - 計算機科学者
- アンドリュー・ビタビ - クアルコムの創設者、計算機科学者
- ウィリアム・ヒューレット - ヒューレット・パッカードの創設者
- アンドリュー・ファイアー - 生物学者
- リチャード・P・ファインマン - 物理学者、ノーベル物理学賞（1965年）
- ホセ・フィゲレス・フェレール - コスタリカの政治家
- ディラン・ブルーノ - 俳優
- ウィリアム・クレイ・フォード・ジュニア - 実業家
- マヌエル・ブラム - 計算機科学者
- ジョージ・ヘール - 天文学者
- イオ・ミン・ペイ - 建築家
- サム・バンクマン＝フリード - 企業家、投資家、FTXの創業者

### ま行
- ダグ・マクレー - 前述したケビン・カランの相棒
- グレゴリー・マンキュー - 経済学者
- マーヴィン・ミンスキー - 人工知能の権威
- ロバート・メトカーフ - コンピュータ技術者

### ら行
- スティーブ・ラッセル - 世界で初めて不特定多数の人に楽しまれたTVゲーム『スペースウォー!』を製作。
- ドルフ・ラングレン - 『ロッキー4/炎の友情』、『ユニバーサルソルジャー』シリーズなどで知られる俳優。
- 劉培森 - 台湾の建築家。
- ラリー・ローゼンタール - コンピュータ技術者。アーケードゲーム用のベクタースキャン技術を開発。
- ヒュー・ロフティング - 『ドリトル先生』シリーズで知られる児童文学作家（中退）

### 日本人出身者
- 青島矢一 - 一橋大学イノベーション研究センター教授
- 浅子和美 - 経済学者、マクロ分析経済学理論、日本経済の実証分析、一橋大学経済研究所教授
- 安達保 - カーライルグループ 日本代表
- 荒川實 - Nintendo of America（任天堂の米国法人）・社長
- 鮎川弥一 - スウェーデン王立科学アカデミー外国人メンバー
- 鮎川純太 - テクノベンチャー社長
- 飯田雅明 - 三井製糖社長、精糖工業会会長
- 池原止戈夫 - 東京工業大学教授、数学者
- 神田智子 - 大阪工業大学教授、情報工学者
- 板倉宏昭 - 東京都立産業技術大学院大学教授、経営学
- 市村英彦 - アリゾナ大学兼東京大学教授、経済学
- 稲垣久生 - 駐トンガ特命全権大使
- 猪口孝 - 中央大学教授、東京大学教授
- 岩井克人 - 東京大学教授、経済学者
- 植田和男 - 東京大学名誉教授、第32代日本銀行総裁
- 江端貴子 - 東京大学特任准教授、アステラス製薬社外取締役
- 遠藤謙 - ソニーコンピュータサイエンス研究所研究員、株式会社 Xiborg 代表取締役
- 大島まり - 東京大学生産技術研究所教授、日本機械学会会長
- 太田泰彦 - 日本経済新聞論説委員兼編集委員、ボーン・上田記念国際記者賞
- 大橋和彦 - 一橋大学教授、日本ファイナンス学会会長
- 大前研一 - 経営コンサルタント・マッキンゼー東京支社長
- 小川進 - 神戸大学大学院経営学研究科教授
- 尾崎敏 - 物理学者
- 加藤壹康 - キリンホールディングス・社長
- 織畠潤一 - シーメンス・ジャパン代表取締役社長
- 加藤勇次郎 - 熊本バンド、同志社英学校教員
- 金井壽宏 - 神戸大学大学院経営学研究科教授
- 北澤宏一 - 科学技術振興機構・理事長
- 桐生隆司 - スクウェア・エニックス・ホールディングス社長
- 合田圭介 - 東京大学大学院理学系研究科教授
- 畔柳信雄 - 三菱UFJフィナンシャル・グループ・社長
- 小美野広行 - 関西学院大学教授、エスエス製薬代表取締役、日本ベーリンガーインゲルハイム代表取締役
- 齊藤誠 - 名古屋大学大学院経済学研究科教授
- 塩谷さやか - 桜美林大学准教授
- 下條信輔 - 認知心理学者、カリフォルニア工科大学教授
- 菅裕明 - 東京大学大学院理学系研究科教授、ペプチドリーム創業者
- 杉山知之 - デジタルハリウッド学長
- TAKA (ヒップホップ・ミュージシャン)  - ラッパー・四国学院大学助教
- 高橋義仁 - 専修大学商学部教授
- 武石彰 - 京都大学大学院経済学研究科教授
- 武田真彦 - 一橋大学大学院経済学研究科教授
- 立川敬二 - NTT DoCoMo社長、JAXA理事長
- 田中明彦 - 東京大学東洋文化研究所教授
- 團琢磨 - 三井合名会社理事長
- 代野照幸 - メルシャン社長
- 辻村清行 - NTTドコモ副社長、東京工業大学特定教授
- 土佐尚子 - アーティスト、京都大学特定教授
- 成田悠輔 - 経済学者、イェール大学アシスタント・プロフェッサー、半熟仮想株式会社代表取締役社長
- 西崎文平 - 経済企画庁・内閣府官僚、内閣府政策統括官(経済財政分析担当)、経済社会総合研究所長
- 延岡健太郎 - 一橋大学イノベーション研究センター教授

- 畑山浩昭 - 桜美林大学学長・教授
- 濱野力 - 海軍少将

- 波部玲子（レイコ・ハベ-エバンス） - 都市・地域計画学学者、国際開発コンサルタント、『都市開発を考える：アメリカと日本』岩波新書
- 樋口清司 - 宇宙航空研究開発機構副理事長、国際宇宙航行連盟会長
- 平山嵩 - 東京大学教授、建築家
- 星岳雄 - 東京大学大学院経済学研究科教授
- 堀新太郎 - ベインキャピタル・ジャパン最高顧問
- 堀内敬三 - 音楽評論家・作詞家・作曲家
- 舛重正一 - 東京農業大学生物応用化学科・バイオサイエンス学科名誉教授、東京聖栄大学教授
- 松尾博文 - 神戸大学教授
- 御手洗肇 - キヤノン社長
- 三井高修 - 三井化学会長
- 薬師寺泰蔵 - 慶應義塾大学客員教授、内閣府総合科学技術会議議員
- 山影進 - 東京大学大学院総合文化研究科長・教養学部長
- 山形浩生 - 野村総合研究所研究員
- 山田哲 - タイトー社長、フェニックスリゾート社長
- 横山禎徳 - 社会システムデザイナー、マッキンゼー東京支社長
- 吉田文紀 - アムジェン日本法人社長、シンバイオ製薬創業者・社長兼CEO
- 和才博美 - NTTコミュニケーションズ社長、スローンスクールMBA
- 米澤明憲 - 東京大学理学部教授、計算機科学者

日本国内においては、1911年に三井財閥の大番頭 團琢磨を初代会長として設立された、大学出身者で作る「日本マサチューセッツ工科大学会（日本MIT会）」が存在する。同様の組織として日本ハーバード会、日本ケンブリッジ会、日本オックスフォード会などがあるが、日本MIT会以外のこれらは、第二次大戦後設立された日本フルブライト会（会合は、在日米国大使館や六本木の東京アメリカンクラブなどで開かれる）から分かれて、大学別の同窓会（親睦会）として開かれているものである。各会員は1期から始まり、現在は各大学卒業ごとに開かれている。

## 連携大学

### 日本
- 東京工科大学（提携）
- 金沢工業大学（連携）
- 名古屋商科大学大学院（Sloan School of Managementへの留学制度）